# Pterinochilus chordatus
Pterinochilus chordatus là một loài nhện trong họ Theraphosidae.
Loài này thuộc chi Pterinochilus. Pterinochilus chordatus được miêu tả năm 1873 bởi Gerstäcker.

## Hình ảnh

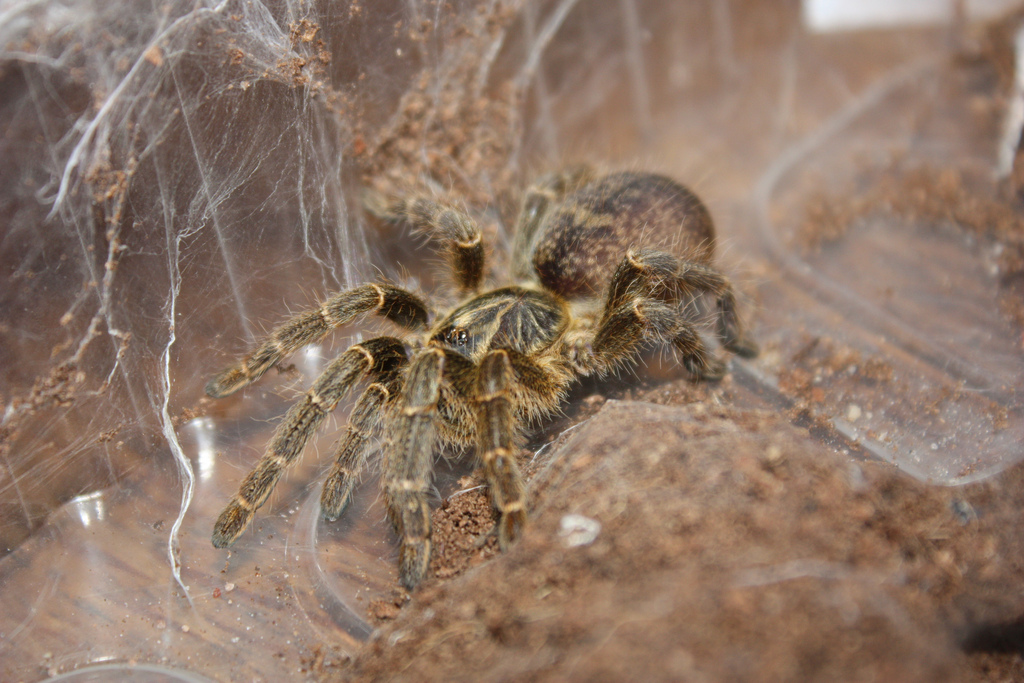